# Ton Rooms
Ton Rooms (Kruisland, 6 juli 1956 – Boxtel, 22 juli 2025) was een Nederlands journalist.
Hij was gespecialiseerd in lokaal nieuws. Zijn begin was dan ook leerling-journalist bij Brabants Nieuwsblad. Vervolgens klopte het Brabants Dagblad (BD) op zijn deur; hij werd er achtereenvolgens regio- en sportverslaggever, chef-sport, klom op tot plaatsvervangend hoofdredacteur en was uiteindelijk vier jaar de hoofdredacteur. Vanuit het BD werkte hij vanaf 2015 aan de uitbouw van een grote sportredactie van regionale kranten waaronder het Algemeen Dagblad. Diezelfde keten van kranten van DPG Media moest een ontslaggolf doorvoeren, waarbij hij de gesprekken voerde. Op latere leeftijd keerde hij terug naar plaatselijk nieuws van Boxtel met bezoeken aan gemeenteraden etc.
Hij overleed na een lang ziekbed en werd gecremeerd op Crematorium Maaslanden te Vlijmen/Nieuwkuijk